# Attilio Nicora
Attilio Nicora (Varese, 16 de março de 1937 – Roma, 22 de abril de 2017) foi um cardeal italiano e Presidente-emérito da Administração do Patrimônio da Sé Apostólica.

## Biografia
Foi ordenado padre em 27 de junho de 1964, por Giovanni Umberto Colombo. Foi elevado a bispo-auxiliar de Milão, com o titulus de Furnos minor, entre 1977 e 1992. Depois, foi transferido como bispo de Verona, exercendo o episcopado entre 1992 e 1997. Em 2002, foi nomeado presidente da Administração do Patrimônio da Sé Apostólica e elevado a arcebispo ad personam, sem um título.
Foi criado cardeal em 2003 pelo Papa João Paulo II, com o título de Cardeal-diácono de S. Filippo Neri in Eurosia, sendo-lhe imposto o barrete cardinalício em 13 de dezembro de 2003. Em 2005, participou do conclave que elegeu Joseph Ratzinger como Papa Bento XVI. Desde 2006, era o Delegado Pontifício da Pontifícia Delegação para as Basílicas de São Francisco e Santa Maria dos Anjos de Assis. Também participou do conclave de 2013, que elegeu o Papa Francisco.
Em 12 de junho de 2014, foi elevado a cardeal-presbítero mantendo seu título pro hac vice, após 10 anos como cardeal-diácono.
Morreu em 22 de abril de 2017, aos 80 anos.